# Сафуан Алибай
Сафуан Алибай (баш. Сафуан Әлибай — псевдоним; настоящие фамилия, имя, отчество — Сафуа́н Афта́хович Алиба́ев, баш. Сафуан Әфтах улы Әлибай; 21 февраля 1941, Терменево Салаватский район — 6 июля 2014) — башкирский поэт, детский писатель, журналист.

## Биография
Сафуан Алибай родился 21 февраля 1941 года в деревне Терменево, Салаватского района Башкирской АССР.
После окончания семилетней школы в Терменево, учился в Серменевской средней школе Белорецкого района. В 1961—1966 гг. С. Алибаев учился в Башкирском Государственном университете (ныне Уфимский университет науки и технологий).

## Трудовая деятельность
Работал на железной дороге, в колхозе, в Салаватской районной газете. С 1966 — в газете «Башкортостан пионеры» (литературный сотрудник, главный редактор). Работал директором республиканской библиотеки им. З. Валиди. Главный редактор журнала «Агидель», органа Союза писателей Республики Башкортостан.

## Литературная деятельность
Первый поэтический сборник для малышей «Солнышко яркое — наш спутник» вышел в 1968 г. С тех пор изданы более десятка книг как для взрослого читателя, так и для детей.
Ещё одна яркая страница в творчестве Сафуана Алибаева — талантливые переводы на башкирский язык произведений Александра Сергеевича Пушкина, Расула Гамзатова, Давида Кугультинова и других классиков поэзии. В 1986 году он написал цикл стихов «Моё Царское село», в котором, мысленно беседуя с Пушкиным, он размышляет о прошлом и будущем своего народа.
Лирика башкирского поэта переведена на русский, казахский, украинский, туркменский, немецкий, монгольский языки.
В книги «Подсолнухи» (1971), «Школьная дорога» (1978), «Кто привел весну?» (1983), «Таинственный родник» (1988) включены стихи, создающие удивительный, волшебный мир детства, образным языком они знакомят малышей с окружающей действительностью, воспитывают у детей эстетический вкус познания природы и человека.
С. Алибаев пробует своё перо и в драматургии. Его пьесы, на которых в Башкортостане выросло не одно юное поколение, с неизменным успехом идут на сценах разных театров. Самые маленькие с удовольствием смотрят спектакли «Малыш Заяц» и «Косолапому не спится», а те, кто постарше, — «Солнце, облако, ветер» и «Загадочное путешествие».
За книгу для детей «Волшебный шар» (1994) С. Алибаев в 1996 году был удостоен международного Почётного диплома ЮНЕСКО имени Ханса Кристиана Андерсена. С. Алибаев является и автором повести «Верхняя улица — наши владения». На стихи С. Алибаева написано немало песен (композиторами Р. Газизовым, З. Исмагиловым, Р. Сахаутдиновой, Д. Хасаншиным, Р. Хасановым). Среди них — остававшиеся долгие годы в памяти у народа песни «Мое Серменево», «Фронтовики», «Мне словно семнадцать», «Песня ожидания», «Я пою» и многие другие.
С. Алибаев за повесть «Верхняя улица — наши владения» был удостоен премии республиканской газеты «Родник».
При всей своей творческой занятости Сафуан Афтахович находит время и для активной общественной деятельности. В разные годы он являлся членом правления республиканского Союза писателей, членом Терминологической комиссии при Правительстве РБ, заместителем председателя Детского фонда Башкортостана.
В 1986 году за сборник «Вихрь» Сафуан Алибаев был удостоен республиканской молодёжной премии им. Г. Саляма.
В 1991 году ему присвоено почётное звание «Заслуженный деятель искусств Башкирской АССР».
В 2007 году имя Сафуана Алибая было внесено в энциклопедию «Лучшие люди России». Совсем недавно Указом Президента Республики Башкортостан поэт был награждён орденом Салавата Юлаева.